# Dichagyris beluchus
Dichagyris beluchus là một loài bướm đêm trong họ Noctuidae.